# تاكيشي تسوجيمورا
تاكيشي تسوجيمورا (باليابانية: 辻村猛؛ بالكانا: つじむら たけし) هو متسابق دراجات نارية ياباني. نافس في سباقات بطولة العالم لفئة 250 سي سي ولفئة 125 سي سي ولفئة 50 سي سي. كما شارك في بطولة العالم للسوبربايك.

## روابط خارجية
- تاكيشي تسوجيمورا على موقع MotoGP.com (الإنجليزية)
- تاكيشي تسوجيمورا على موقع WorldSBK.com (الإنجليزية)